# George Whitelock
Pour les articles homonymes, voir Whitelock.

a Compétitions nationales et continentales officielles uniquement.

b Matchs officiels uniquement.
Dernière mise à jour le 27 juin 2024.
George Whitelock, né le 27 mars 1986 à Palmerston North (Nouvelle-Zélande), est un joueur international néo-zélandais de rugby à XV qui évolue aux postes de troisième ligne aile ou de troisième ligne centre.
Ses frères cadets, Adam Whitelock, Sam Whitelock et Luke Whitelock sont tous des joueurs professionnels de rugby à XV. L'un de ses grands-pères, Nelson Dalzell a également été international néo-zélandais.

## Biographie
George Whitelock naît le 27 mars 1986 à Palmerston North en Nouvelle-Zélande. Il est le fils de Braeden et Caroline Whitelock, propriétaires d'une ferme laitière à Linton,.
Dans sa famille, le rugby à XV tient une place importante, son grand-père maternel, Nelson Dalzell, est un ancien fermier mais aussi All Blacks durant les années 1950, jouant au poste de deuxième ligne,. Ses grands oncles, Allan Elsom et Graeme Higginson (en) sont également All Blacks,. Le père de George, Braeden a notamment joué avec les Junior All Blacks (équipe réserve de Nouvelle-Zélande) et pour la province de Manawatu,.
De ce fait, George et ses trois frères deviennent également des joueurs de rugby à XV en commençant ce sport au sein du Palmerston North High School Old Boys' Rugby Football Club vers l'âge de quatre ou cinq ans. George est l'ainé de la fratrie devant Adam qui joue aux postes de centre ou d'ailier, Sam qui est deuxième ligne et joueur le plus capé de l'histoire des All Blacks, et le plus jeune de la fratrie, Luke joue troisième ligne centre et a également représenté la Nouvelle-Zélande au niveau international,,. Tous les quatre, ils évoluent pour la province de Canterbury et pour la franchise des Crusaders durant leur carrière. Mais aussi, leurs cousins Ben Funnell, évoluant au poste de talonneur, et Hamish Dalzell (en), deuxième ligne, jouent dans ces deux équipes notamment.

## Carrière sportive
George Whitelock est capitaine de l'équipe de Nouvelle-Zélande des moins de 19 ans en 2005 et des moins de 21 ans en 2007.
Whitelock dispute le championnat National Provincial Championship en 2007 avec Otago avant de poursuivre dans cette compétition avec Canterbury dès 2008 et devient le capitaine de cette équipe en 2009,.
Il fait ses débuts dans le Super 14 avec les Crusaders en 2008 et remporte le titre cette année-là,.
En 2009, il obtient sa première et seule sélection avec les All Blacks en 2009 à l'occasion d'un match contre l'Italie.
En 2011, il dispute la finale du Super Rugby contre les Queensland Reds, où son équipe est battue 18 à 13. 
En 2012, il joue son premier match compétitif en compagnie de ses frères (Adam, Sam et Luke) lors d'une rencontre de Super Rugby contre les Chiefs.
En 2014, il quitte la Nouvelle-Zélande pour rejoindre le championnat japonais et les Panasonic Wild Knights, où il joue une saison et remporte la Top League avant d'arrêter sa carrière,.

## Statistiques

### En franchise et province
- 85 matchs de Super Rugby avec les Crusaders (8 essais).
- 79 matchs de NPC.

### En équipe nationale
- 1 sélection avec les All Blacks en 2009.

## Palmarès

### En club, franchise et province
- Vainqueur du Super 14 en 2008 avec les Crusaders.
- Vainqueur du National Provincial Championship en 2008, 2009, 2010, 2011, 2012 et 2013 avec Canterbury.
- Finaliste du Super Rugby en 2011 et 2014 avec les Crusaders.
- Vainqueur de la Top League en 2015 avec les Panasonic Wild Knights.

### En équipe nationale
- Vainqueur de la Coupe des nations du Pacifique en 2009 avec les Junior All Blacks.